# Моронго-Веллі (Каліфорнія)
Моронго-Веллі (англ. Morongo Valley) — переписна місцевість (CDP) в США, в окрузі Сан-Бернардіно штату Каліфорнія. Населення — 3514 особи (2020).

## Географія
Моронго-Веллі розташоване за координатами 34°4′21″ пн. ш. 116°33′46″ зх. д. / 34.07250° пн. ш. 116.56278° зх. д. (34.072377, -116.562727).  За даними Бюро перепису населення США в 2010 році переписна місцевість мала площу 65,32 км², уся площа — суходіл.

## Демографія
Згідно з переписом 2010 року, у переписній місцевості мешкали 3552 особи в 1602 домогосподарствах у складі 875 родин. Густота населення становила 54 особи/км².  Було 2004 помешкання (31/км²).
Расовий склад населення:
| - 86,6 % — білих - 2,1 % — корінних американців - 1,1 % — чорних або афроамериканців - 0,9 % — азіатів - 0,1 % — вихідців з тихоокеанських островів - 5,3 % — осіб інших рас |

До двох чи більше рас належало 4,0 %. Частка іспаномовних становила 14,9 % від усіх жителів.
За віковим діапазоном населення розподілялося таким чином: 18,2 % — особи молодші 18 років, 66,3 % — особи у віці 18—64 років, 15,5 % — особи у віці 65 років та старші. Медіана віку мешканця становила 47,2 року. На 100 осіб жіночої статі у переписній місцевості припадало 105,6 чоловіків;  на 100 жінок у віці від 18 років та старших — 106,0 чоловіків також старших 18 років.
Середній дохід на одне домашнє господарство  становив 51 171 долар США (медіана — 34 276), а середній дохід на одну сім'ю — 59 304 долари (медіана — 43 611). За межею бідності перебувало 15,4 % осіб, у тому числі 8,7 % дітей у віці до 18 років та 8,9 % осіб у віці 65 років та старших.
Цивільне працевлаштоване населення становило 1355 осіб. Основні галузі зайнятості: освіта, охорона здоров'я та соціальна допомога — 30,3 %, роздрібна торгівля — 15,9 %, будівництво — 14,2 %.